# Eurosport
Eurosport es la mayor emisora comercial de deportes televisivos de europa, propiedad de Warner Bros. Discovery. Los deportes más importantes como el tenis, los deportes de motor, el fútbol y el ciclismo están cubiertos ampliamente.
Dicha compañía adquirió una participación minoritaria del 20% en diciembre de 2012, y se convirtió en el accionista mayoritario de la empresa de Eurosport con TF1 en enero de 2014, con una participación del 51% en la compañía. El 22 de julio de 2015, Discovery acordó adquirir el 49% restante de TF1 en la empresa.
Eurosport posee una amplia gama de derechos en muchos deportes, pero en general no apuesta por derechos de precio prémium como los de las principales ligas de fútbol. Sin embargo, en 2015 se le concedieron los derechos para transmitir los Juegos Olímpicos de 2018 para la mayoría de Europa y 2022 para el Reino Unido y Francia en un acuerdo por valor de €1.3 mil millones (£922 millones). Transmite gran parte del mismo metraje a través de muchos mercados, utilizando comentaristas no vistos en lugar de presentadores en pantalla para que la misma transmisión visual se pueda transmitir en varios idiomas a la vez que se reducen los costos de producción.
Eurosport también ha ampliado su acuerdo con The All England Club para mostrar todos los partidos de Wimbledon en directo en 16 países adicionales. Es un acuerdo de 3 años que incluye TV exclusiva y derechos digitales. Esto amplía su cartera de tenis para mostrar los cuatro Grand Slams.
La red de canales está disponible en 54 países, en 20 idiomas diferentes, y ofrece a los televidentes eventos deportivos europeos e internacionales. Eurosport se lanzó por primera vez en satélites europeos el 5 de febrero de 1989.
En febrero de 2017, Discovery Communications lanzó el canal en India, denominado DSPORT. El canal estuvo disponible en varias plataformas tanto en SD como en HD.

## Historia
Antes de la creación de Eurosport, la Unión Europea de Radiodifusión estaba adquiriendo importantes cantidades de derechos deportivos, pero sus miembros solo podían transmitir una fracción de ellos. Esto proporcionó el impulso para la creación del Consorcio Eurosport, formado por varios miembros de la EBU, para establecer una salida donde estos derechos podrían ser explotados. Se eligió a Sky Television plc como socio comercial, y el canal podría lanzarse el 5 de febrero de 1989.

### Cierre de 1991
Eurosport se cerró en mayo de 1991 después de que el canal competidor Screensport presentara una queja a la Comisión Europea sobre la estructura corporativa. Sin embargo, el canal se guardó cuando el Groupe TF1 (formado después de que el gobierno francés privatizó TF1 cinco años antes de la adquisición) intervino para reemplazar a BSkyB como copropietarios. El nuevo canal Eurosport pudo comenzar sus transmisiones el mismo mes.
El 1 de marzo de 1993, el canal de cable y satélite Screensport se fusionó con Eurosport. Eurosport eventualmente estuvo bajo un consorcio francés formado por Groupe TF1, Groupe Canal+ y Havas Images. En enero de 2001, TF1 asumió la plena propiedad de Eurosport.
En mayo de 2007, Yahoo! Europa y Eurosport formaron un sitio web compartido entre ambas marcas que Eurosport utilizó como su portal web, incluida una guía de televisión en línea, en el Reino Unido, Irlanda, España, Italia y Alemania.
En 2008, Eurosport lanzó un servicio de suscripción en línea, Eurosport Player, que permite a los usuarios de Internet ver tanto Eurosport 1 como Eurosport 2 en vivo, además de cobertura adicional no disponible a través de la transmisión. Durante el Abierto de Australia 2009, el reproductor de Internet ofreció cobertura de cinco perspectivas.
El 21 de diciembre de 2012, Discovery Communications compró una participación del 20% en Eurosport al Grupo TF1 por 170 millones de euros.

### Cambio de marca de 2011
El 5 de abril de 2011 Eurosport cambió el nombre de su canal. El cambio de marca incorporó seis nuevas identificaciones al aire junto con un nuevo logotipo y estilo de presentación tanto en el aire como fuera del aire. La nueva identidad en el aire ha sido diseñada por la empresa de diseño Les Télécréateurs, con sede en París. Todos los canales de Eurosport localizados y el sitio web de Eurosport adoptaron la nueva identidad.

### Apagón analógico
Eurosport, después de haber sido uno de los primeros canales en transmitir en el grupo de satélites Astra 1, fue el último canal satelital en Europa en transmitir en un formato analógico. El 30 de abril de 2012, poco después de las 03:00 CET, el resto de los canales analógicos restantes a las 19.2 Este cesó la transmisión. El canal analógico de Eurosport finalmente cesó su transmisión el 1 de mayo de 2012 a la 01:30 CET, lo que marca el final de una era en la radiodifusión por satélite europea.

### Eurosport 1
El 13 de noviembre de 2015, Eurosport presentó su nueva identidad de marca y cambió el nombre de su canal principal a Eurosport 1.

## Señales de Eurosport 1
En Europa, Eurosport 1 generalmente está disponible en paquetes básicos de televisión por cable y satélite. Desde 1999, Eurosport 1 ofrece varios servicios de exclusión que proporcionan contenido deportivo más relevante específico para las necesidades de idioma, publicidad y comentarios. Eurosport ofrece un canal independiente que proporciona una versión estandarizada del canal (Eurosport International en inglés). Junto a esto también hay canales locales de Eurosport en Francia, España,  Reino Unido, Italia, Alemania, Polonia, países nórdicos, Benelux y Asia-Pacífico. Estos canales ofrecen un mayor contenido deportivo con eventos deportivos locales, al tiempo que utilizan la alimentación paneuropea existente. La versión alemana de Eurosport es la única disponible de forma gratuita en la televisión digital por satélite europea.
Eurosport 1 se emite actualmente en veintiún idiomas: inglés, francés, alemán, italiano, español, portugués, neerlandés, sueco, noruego, danés, finlandés, ruso, polaco, checo, húngaro, rumano, búlgaro, serbio, griego, turco, cantonés y croata. Entre otras todas las lenguas oficiales de la Unión Europea.
En los territorios de Asia-Pacífico, Eurosport ofrece un canal específico para esta región. Eurosport (Asia-Pacífico) se lanzó el 15 de noviembre de 2009. El servicio está disponible en Australia a través de Foxtel, Optus y TransACT. El 3 de noviembre de 2014, se lanzó una señal simultánea HD en Foxtel.

## Canales

### Eurosport 1
Este es el canal principal de Eurosport. El 25 de mayo de 2008 se lanzó una versión de emisión simultánea en alta definición de Eurosport. El primer evento cubierto en HD fue el Torneo de Roland Garros 2008 en Roland Garros. El 13 de noviembre de 2015 cambió su nombre a Eurosport 1 HD.

### Eurosport 2
Un canal suplementario que presenta más eventos deportivos en vivo, programación y actualizaciones de noticias. Eurosport 2 se lanzó el 10 de enero de 2005 y actualmente está disponible en 35 países y se emite en 17 idiomas diferentes: inglés, sueco, francés, italiano, alemán, griego, húngaro, ruso, búlgaro, polaco, portugués, rumano, serbio, turco, checo, danés, neerlandés, español y croata. Entre otras todas las lenguas oficiales de la Unión Europea.
Eurosport 2 se autodescribe como "el canal deportivo de nueva generación": dedicado a deportes de equipo, deportes alternativos, descubrimiento y entretenimiento, incluido el baloncesto (como el LBA italiano), Twenty20 Cricket, Bundesliga, National Lacrosse League, Arena Football League, surf, Liga de Campeones de Voleibol, partidos de Fútbol de Reglas de Australia de la Australian Football League, Campeonatos del Mundo de Bandy y más. Eurosport 2 fue calificado como Eurosport DK en Dinamarca. El 15 de febrero de 2016, este canal fue reemplazado por Eurosport 2.
Eurosport 2 HD, una versión de alta definición del canal, también está disponible. Eurosport 2 también se lanzará en Asia-Pacífico en el futuro previsible.
Eurosport 2 HD Xtra es un canal de televisión de pago alemán lanzado en 2017. Eurosport compró los derechos exclusivos de Alemania para la Bundesliga, Supermoto y otros derechos de transmisión. Eurosport 2 no tiene señal de solo alemán y Eurosport 1 es gratuito, por lo que se necesitaba el nuevo canal.

### Eurosport News
Un canal de noticias deportivas lanzado el 1 de septiembre de 2000, con resultados en vivo, destacados, noticias de última hora y comentarios. El servicio combina vídeo, texto y gráficos con la pantalla dividida en 4 secciones: una sección de vídeo que muestra destacados y boletines de noticias, un marcador de última hora en la parte inferior y una sección de puntuación que ofrece un análisis en profundidad de los resultados y las estadísticas del juego.

## Programación
| - Juegos Olímpicos de Verano - Juegos Paralímpicos de Verano - Juegos Olímpicos de Invierno - Juegos Paralímpicos de Invierno - Juegos Olímpicos de Pekín 2022 (Invierno) - Juegos Paralímpicos de Pekín 2022 (Invierno) - Juegos Olímpicos de Tokio 2020 - Juegos Paralímpicos de Tokio 2020 - Juegos Olímpicos de Pieonchang 2018 (Invierno) - Juegos Paralímpicos de Pieonchang 2018 (Invierno) - Juegos Olímpicos de Río de Janeiro 2016 - Juegos Paralímpicos de Río de Janeiro 2016 - Juegos Olímpicos de Sochi 2014 (Invierno) - Juegos Paralímpicos de Sochi 2014 (Invierno) - Campeonato Mundial de Atletismo de 2023 (Budapest, Hungría) - Juegos Europeos de 2023 (Cracovia, Polonia) - Juegos Mediterráneos de 2022 (Orán, Argelia) - Open de Australia - US Open - Roland Garros - Masters 1000 - ATP 500 y 250 | - Giro de Italia - Tour de Francia - Vuelta a España - Campeonatos de Europa - Tour Down Under (Australia, 2.UWT) - Cadel Evans Great Ocean (Australia, 1.UWT) - UAE Tour (Emiratos Árabes Unidos, 2.UWT) - Circuito Het Nieuwsblad (Bélgica, 1.UWT) - Strade Bianche (Italia, 1.UWT) - París-Niza (Francia, 2.UWT) - Tirreno-Adriático (Italia, 2.UWT) - Milán-Sanremo (Italia, 1.UWT) - Volta Catalunya (España, 2.UWT) - Brujas-De Panne (Bélgica, 1.UWT) - Clásica E3 (Bélgica, 1.UWT) - Gante-Wevelgem (Bélgica, 1.UWT) - A Través de Flandes (Bélgica, 1.UWT) - Vuelta Flandes (Bélgica, 1.UWT) - Vuelta País Vasco (España, 2.UWT) - París-Roubaix (Francia, 1.UWT) - Amstel Gold Race (Países Bajos, 1.UWT) - La Flecha Valona (Bélgica, 1.UWT) - Lieja-Bastoña-Lieja (Bélgica, 1.UWT) - Tour de Romandía (Suiza, 2.UWT) - Eschborn-Frankfurt (Alemania, 1.UWT) - Critérium Dauphiné (Francia, 2.UWT) - Tour de Suiza (Suiza, 2.UWT) - Clásica San Sebastián (España, 1.UWT) - Tour de Polonia (Polonia, 2.UWT) - Clásica Bretaña (Francia, 1.UWT) - Tour Benelux (Bélgica, 2.UWT) - Clásica de Hamburgo (Alemania, 1.UWT) - GP Québec (Canadá, 1.UWT) - GP Montreal (Canadá, 1.UWT) - Giro de Lombardía (Italia, 1.UWT) - Tour de Guangxi (China, 1.UWT) - Mundiales de ciclismo | - Tour Down Under (Australia) - Universidad Deikin (Australia) - UAE Tour (Emiratos Árabes Unidos) - Circuito Het Nieuwsblad (Bélgica) - Strade Bianche (Italia) - Ronda Drenthe (Países Bajos) - Trofeo Alfredo Binda (Italia) - Brujas-De Panne (Bélgica) - Gante-Wevelgem (Bélgica) - Vuelta Flandes (Bélgica) - París-Roubaix (Francia) - Amstel Gold Race (Países Bajos) - La Flecha Valona (Bélgica) - Lieja-Bastoña-Lieja (Bélgica) - Vuelta a España (España) - Vuelta al País Vasco (España) - Vuelta a Burgos (España) - RideLondres (Reino Unido) - Tour de Gran Bretaña (Reino Unido) - Tour de Suiza (Suiza) - Giro de Italia (Italia) - Tour de Francia (Francia) - Clásica Lorient (Suecia) - Tour de Escandinavia (Noruega) - Tour de Romandía (Suiza) - Simac Ladies Tour (Países Bajos) - Tour Isla Chongming (China) - Tour de Guangxi (China) - Campeonatos de Europa - Mundiales de ciclismo |